# 国鉄タキ8100形貨車
国鉄タキ8100形貨車（こくてつタキ8100がたかしゃ）は、かつて日本国有鉄道（国鉄）及び1987年（昭和62年）4月の国鉄分割民営化後は日本貨物鉄道（JR貨物）に在籍した私有貨車（タンク車）である。

## 概要
本形式は、希硝酸専用の30t 積タンク車として1960年（昭和35年）3月31日から1970年（昭和45年）9月29日にかけて54両（コタキ8100 - コタキ8149 ,コタキ28100 - コタキ28103）が、新三菱重工業（社名はその後三菱重工業に変更）、日立製作所、富士重工業の3社で製作された。
記号番号表記は特殊標記符号「コ」（全長 12 m 以下）を前置し「コタキ」と標記する。
本形式の他に希硝酸を専用種別とする形式には、タ2100形、タム2100形、タム5500形、タサ3300形、タキ10700形、タキ10950形、タキ12050形の7形式があった。
落成時の所有者は、三菱化成工業（その後三菱化学へ社名変更）、旭化成工業、日産化学工業、日本石油輸送、新日本窒素肥料（現在のチッソ）、宇部興産、日本水素工業（その後日本化成へ社名変更）の7社であった。
1974年（昭和38年）5月10日に日本石油輸送所有車3両（コタキ8114 - コタキ8116）が住友化学工業へ、1974年（昭和49年）4月26日に三菱化成工業所有車1両（コタキ8106）が日本化成へ、1975年（昭和50年）7月28日にチッソ所有車1両（コタキ8117）が藤本産業へ、更に同車は1979年（昭和54年）12月1日に旭化成工業へ、1978年（昭和53年）9月19日から1984年（昭和59年）8月30日にかけて旭化成工業所有車4両（コタキ8148 - コタキ8149 ,コタキ28100 - コタキ28102）が日本陸運産業へ、それぞれ名義変更された。
1979年（昭和54年）10月に制定された化成品分類番号では、侵81（侵食性の物質、腐食性物質、危険性度合2（中））が標記された。
ステンレス鋼（SUS304）製のタンク体を持ち荷役方式は、タンク上部のマンホールからの上入れ、液出管と空気管使用による上出し方式である。液出管と空気管はS字管を装備している。
車体色は銀色（ステンレス地色）、寸法関係はロットによる差異があり以下一例を示す。全長は9,500 - 9,600mm、全幅は2,535mm、全高は3,748mm、台車中心間距離は5,500mm、実容積は21.6 - 23.0m3、自重は14.0t、換算両数は積車4.5、空車1.6であり、台車はベッテンドルフ式のTR41C、TR41D-4である。
1987年（昭和62年）4月の国鉄分割民営化時には50両の車籍がJR貨物に承継されたが、1998年（平成10年）度から淘汰が始まり、2005年（平成17年）度に最後まで在籍した14両（コタキ8108 ,コタキ8109 ,コタキ8119 ,コタキ8120 ,コタキ8123 ,コタキ8127 ,コタキ8135 - コタキ8141 ,コタキ8143）が廃車となり同時に形式消滅となった。

### 年度別製造数
各年度による製造会社と両数、所有者は次のとおりである。（所有者は落成時の社名）
- 昭和34年度 - 1両
  - 新三菱重工業 1両 三菱化成工業（コタキ8100）
- 昭和35年度 - 7両
  - 新三菱重工業 1両 三菱化成工業（コタキ8101）
  - 新三菱重工業 2両 三菱化成工業（コタキ8102 - コタキ8103）
  - 新三菱重工業 1両 旭化成工業（コタキ8104）
  - 新三菱重工業 1両 三菱化成工業（コタキ8105）
  - 新三菱重工業 2両 三菱化成工業（コタキ8106 - コタキ8107）
- 昭和36年度 - 9両
  - 新三菱重工業 2両 三菱化成工業（コタキ8108 - コタキ8109）
  - 日立製作所 2両 日産化学工業（コタキ8110 - コタキ8111）
  - 新三菱重工業 1両 旭化成工業（コタキ8112）
  - 日立製作所 1両 日産化学工業（コタキ8113）
  - 日立製作所 3両 日本石油輸送（コタキ8114 - コタキ8116）
- 昭和37年度 - 1両
  - 新三菱重工業 1両 新日本窒素肥料（コタキ8117）
- 昭和38年度 - 3両
  - 新三菱重工業 2両 三菱化成工業（コタキ8118 - コタキ8119）
  - 新三菱重工業 1両 新日本窒素肥料（コタキ8120）
- 昭和39年度 - 3両
  - 三菱重工業 1両 三菱化成工業（コタキ8121）
  - 富士重工業 2両 日産化学工業（コタキ8122 - コタキ8123）
- 昭和40年度 - 2両
  - 日立製作所 2両 日産化学工業（コタキ8124 - コタキ8125）
- 昭和41年度 - 2両
  - 富士重工業 2両 日産化学工業（コタキ8126 - コタキ8127）
- 昭和42年度 - 20両
  - 日立製作所 2両 日産化学工業（コタキ8128 - コタキ8129）
  - 富士重工業 2両 日産化学工業（コタキ8130 - コタキ8131）
  - 日立製作所 1両 日産化学工業（コタキ8132）
  - 日立製作所 1両 日産化学工業（コタキ8133）
  - 日立製作所 1両 日産化学工業（コタキ8134）
  - 富士重工業 5両 日産化学工業（コタキ8135 - コタキ8139）
  - 富士重工業 5両 日産化学工業（コタキ8140 - コタキ8144）
  - 富士重工業 1両 宇部興産（コタキ8145）
  - 三菱重工業 2両 三菱化成工業（コタキ8146 - コタキ8147）
- 昭和45年度 - 6両
  - 三菱重工業 1両 旭化成工業（コタキ8148）
  - 三菱重工業 1両 旭化成工業（コタキ8149）
  - 三菱重工業 2両 旭化成工業（コタキ28100 - コタキ28101）
  - 三菱重工業 1両 旭化成工業（コタキ28102）
  - 三菱重工業 1両 日本水素工業（コタキ28103）